# Żółkiewka (rzeka)
Żółkiewka – rzeka, lewy dopływ Wieprza o długości 33,7 km. 

## Szlak
Przepływa przez miejscowości: Rożki, Żółkiewka, Średnia Wieś, Poperczyn, Olchowiec, Borówek, Czysta Dębina, Borów, Borów-Kolonia, Chorupnik, Gorzków-Wieś, Gorzków-Osada, Wiśniów, Wielkopole, Wielobycz, Białka, Niemienice, Zażółkiew i w Krasnymstawie łączy się z Wieprzem.
Na rzece znajduje się zalew rekreacyjny o powierzchni 15 ha. Na rzece we wsi Wiśniów znajduje się elektrownia wodna.